# همیلتون (جورجیا)
همیلتون، جورجیا (به انگلیسی: Hamilton, Georgia) یک شهر در ایالات متحده آمریکا با جمعیت ۳۰۷ نفر است که در Harris County واقع شده‌است.

## موقعیت جغرافیایی
موقعیت جغرافیایی شهرها و مناطق اطراف به شرح زیر است:

## نگارخانه

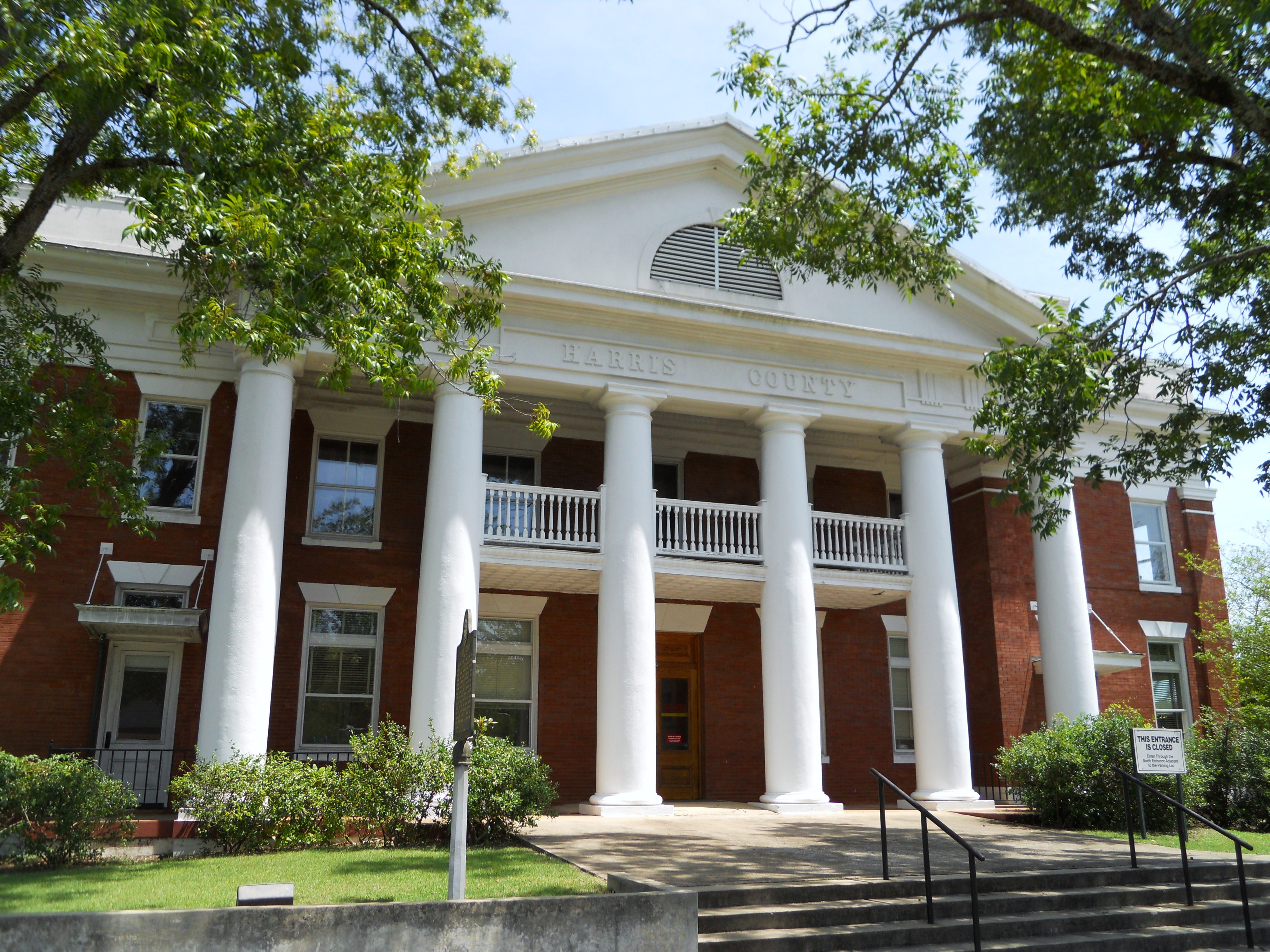
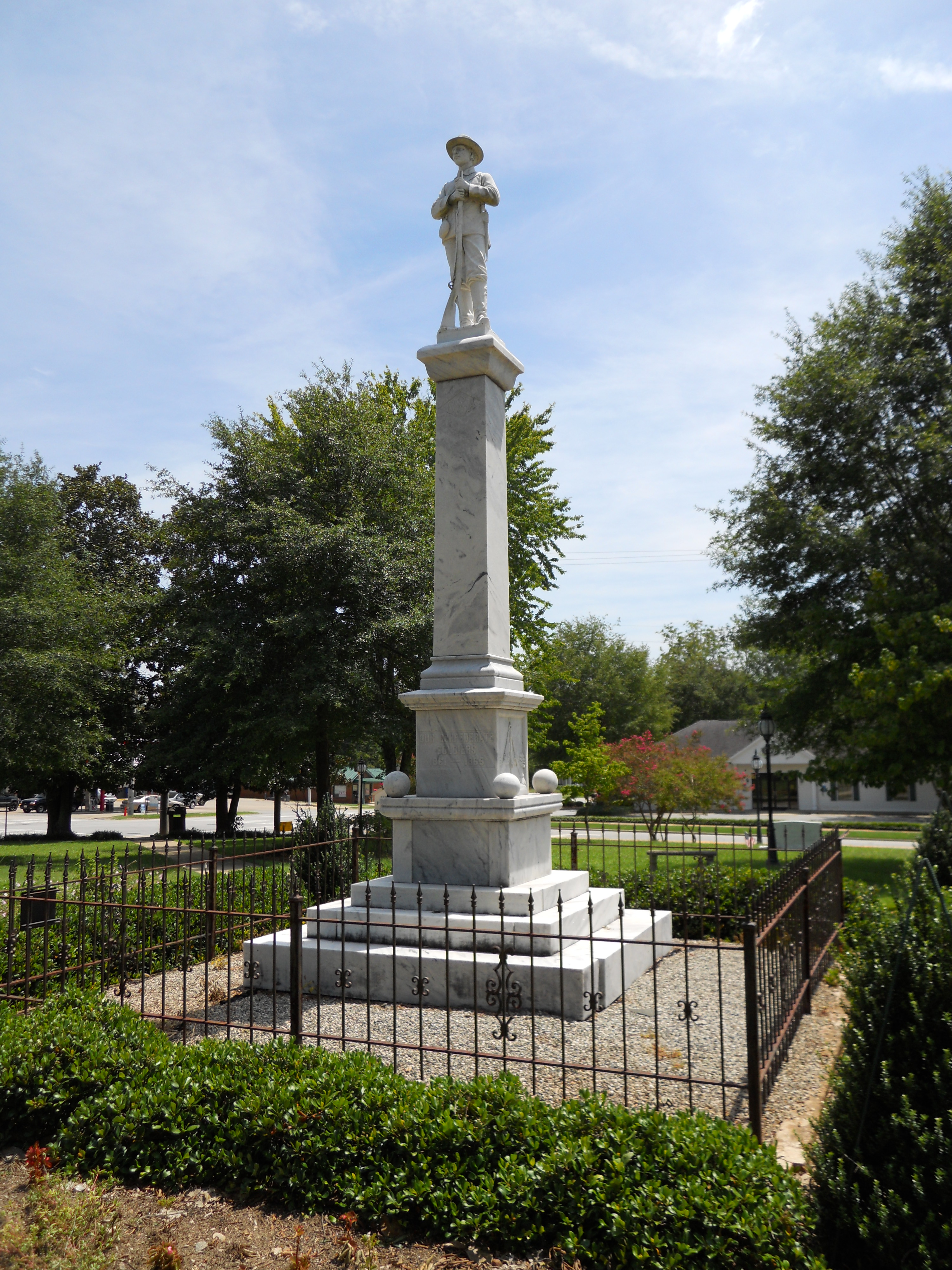
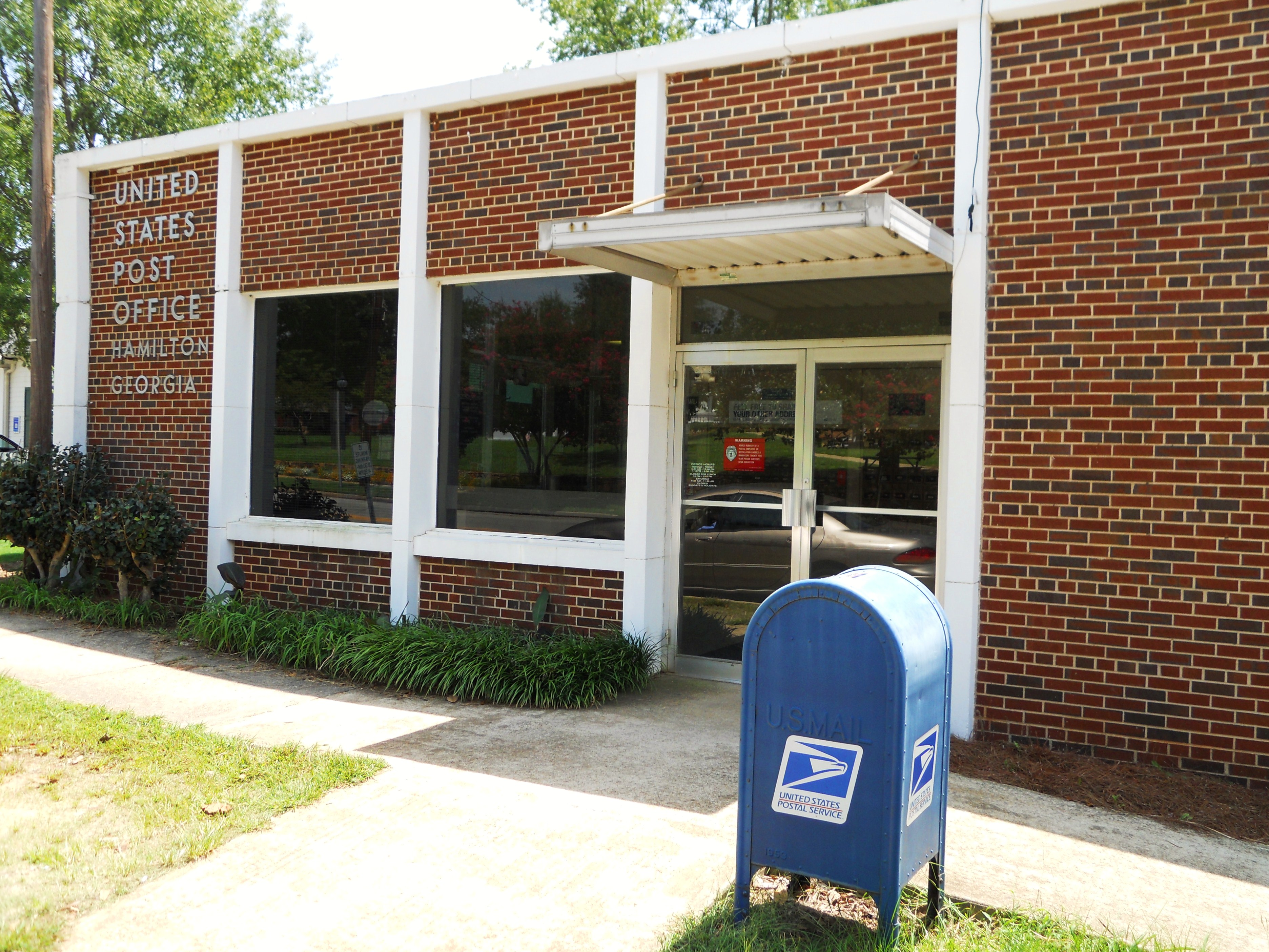
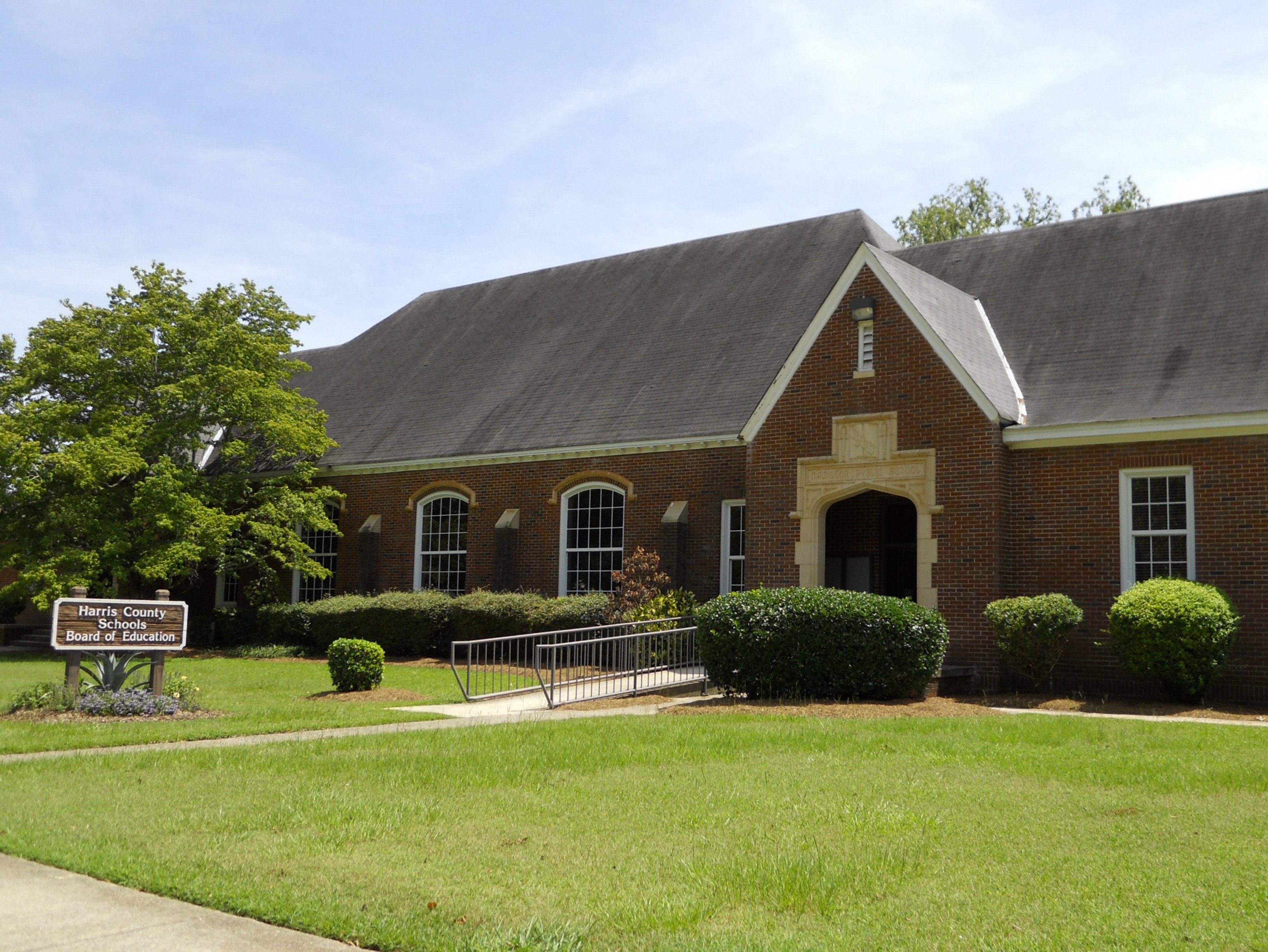
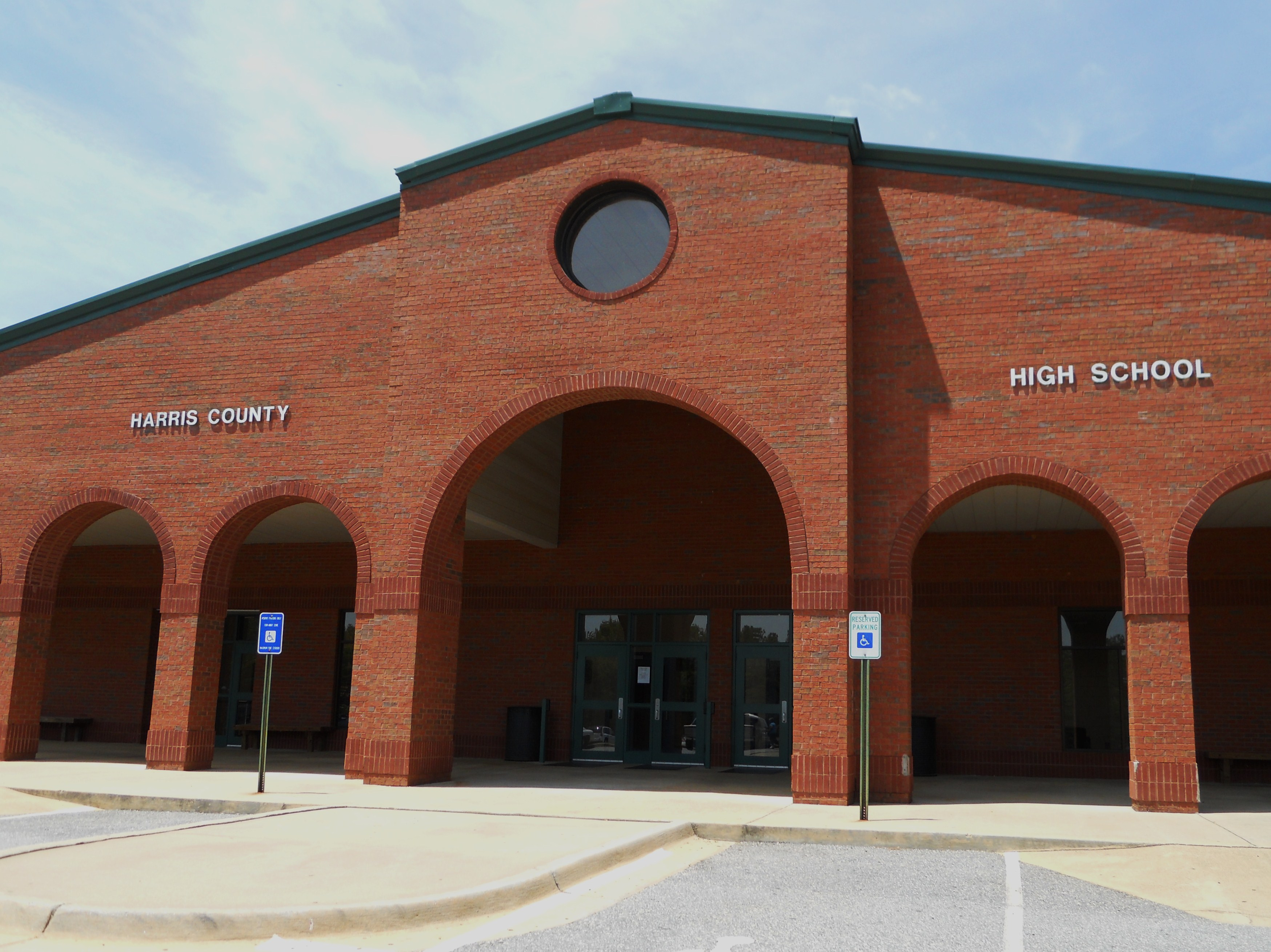
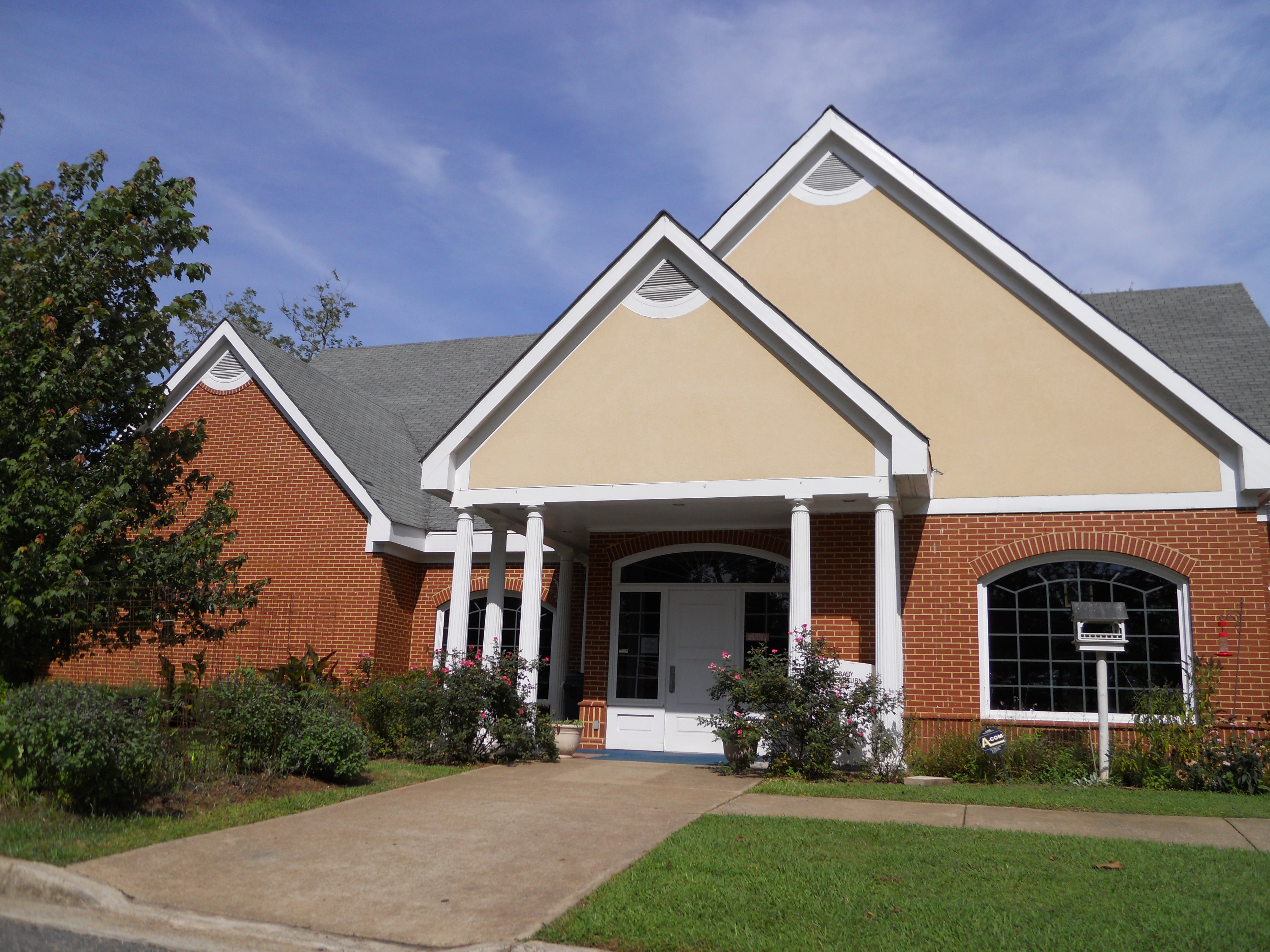
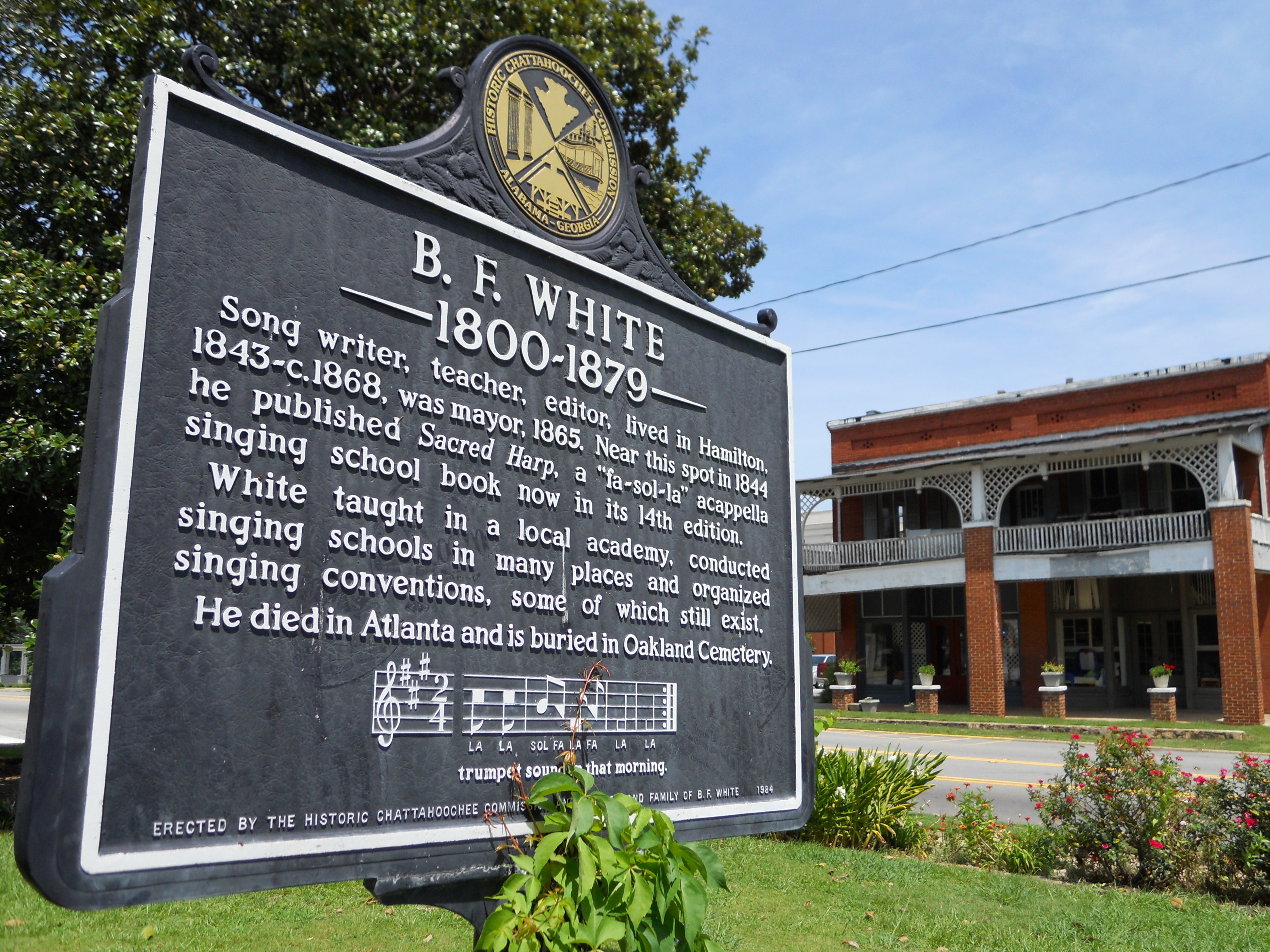
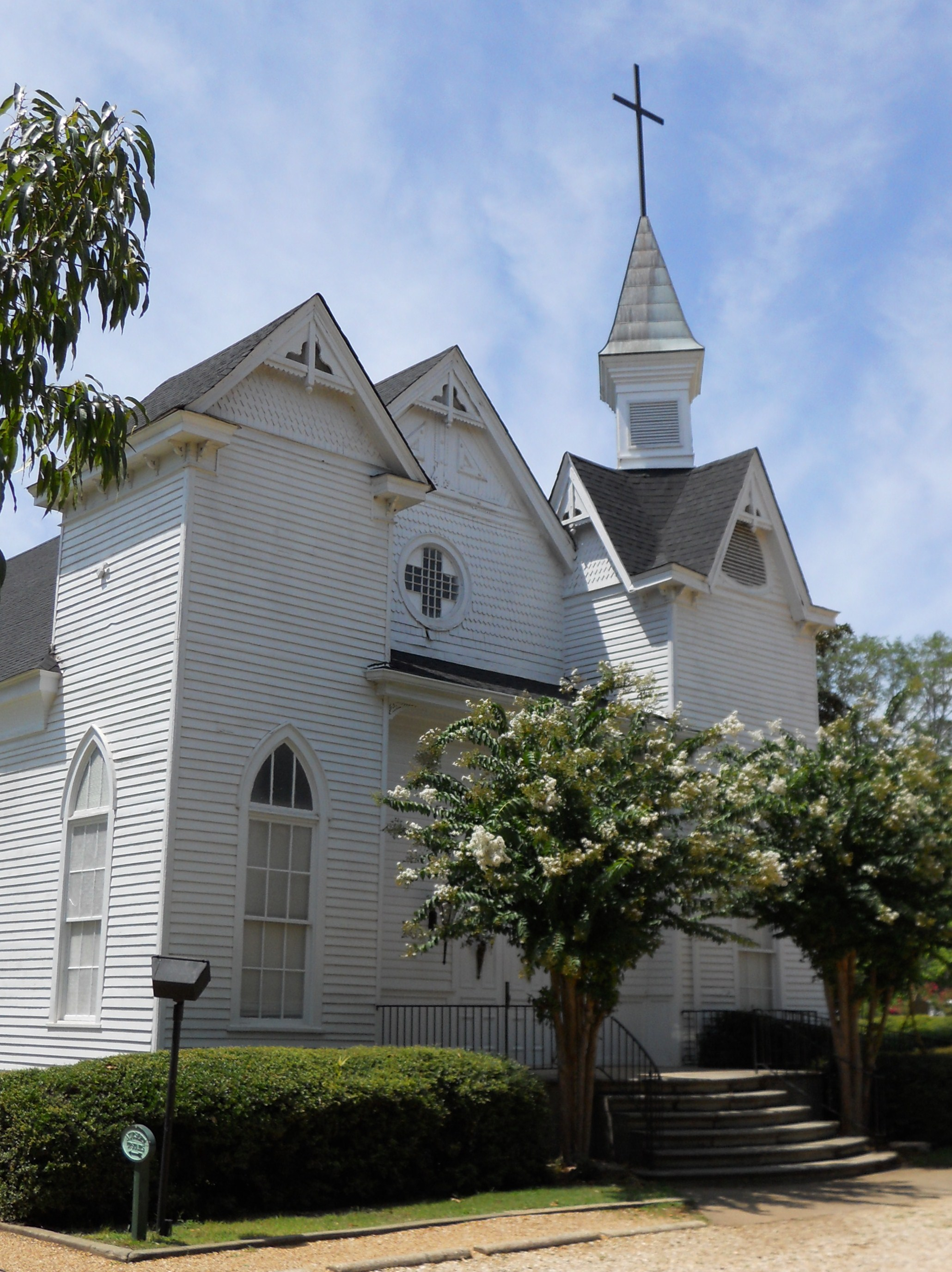
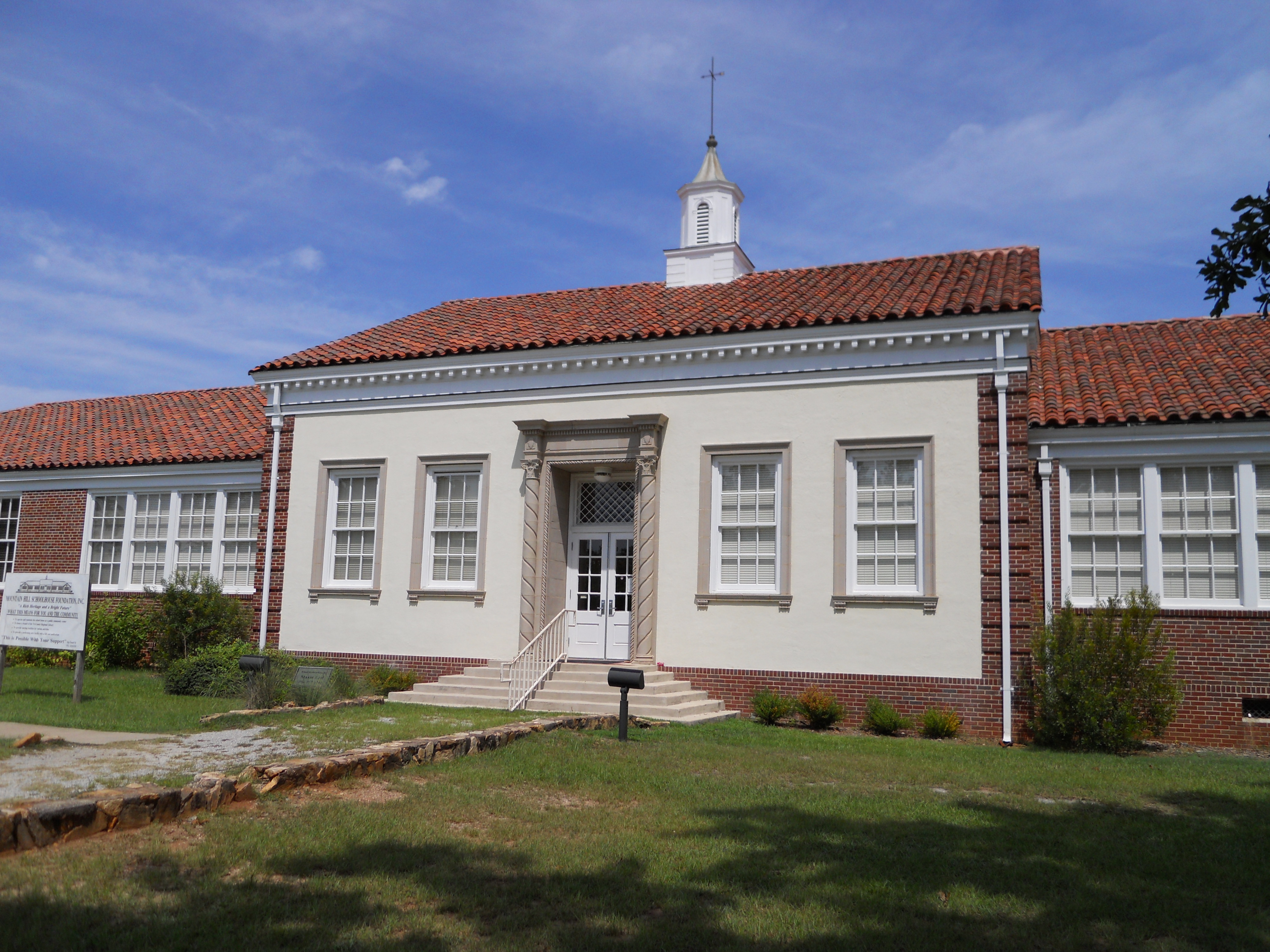
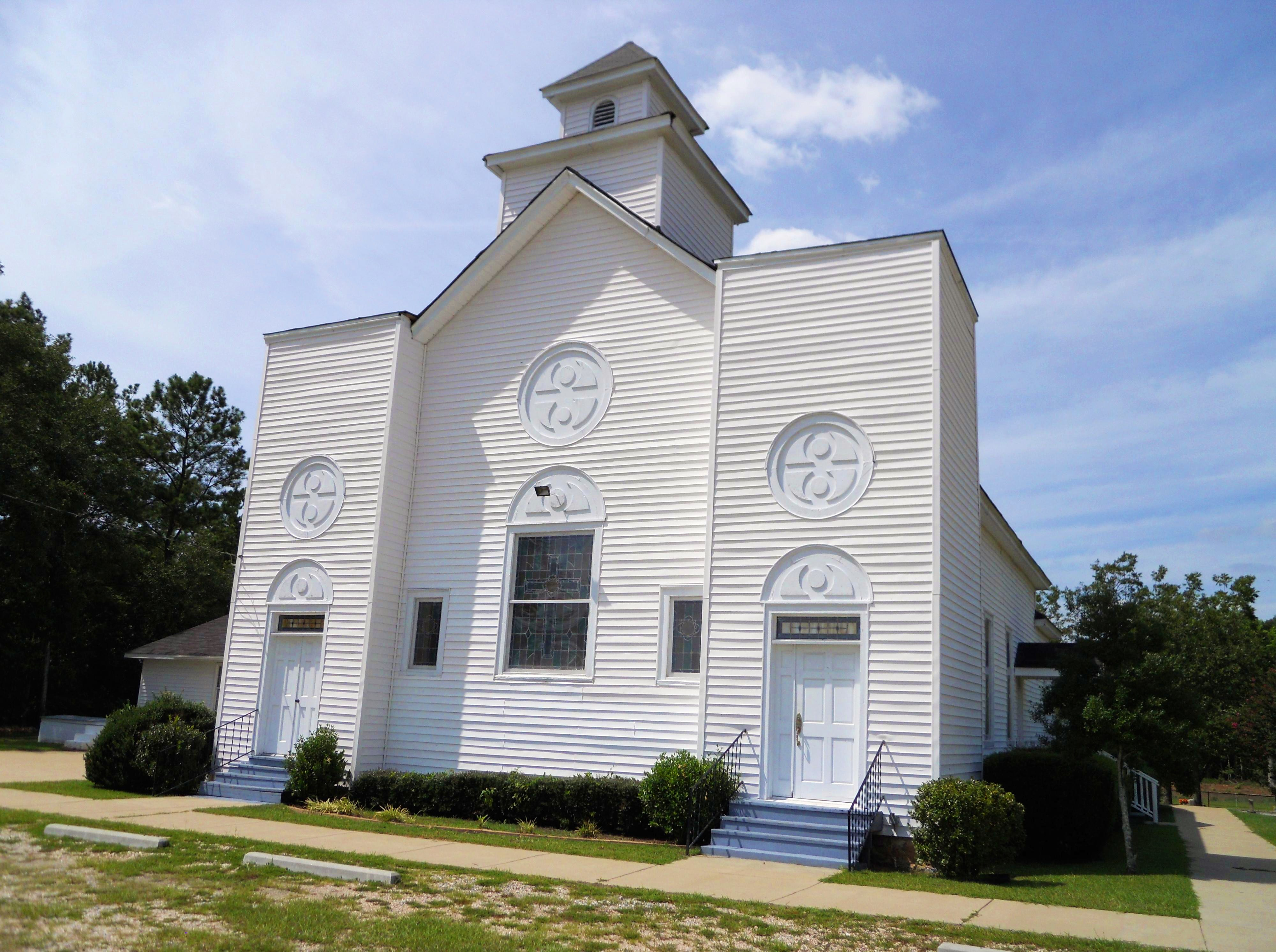